# 6173 Jimwestphal
6173 Jimwestphal este un asteroid din centura principală de asteroizi.

## Descriere
6173 Jimwestphal este un asteroid din centura principală de asteroizi. A fost descoperit pe 9 ianuarie 1983 la Stația Anderson Mesa de Brian A. Skiff. El prezintă o orbită caracterizată de o semiaxă mare de 2,56 ua, o excentricitate de 0,12 și o înclinație de 10,0° în raport cu ecliptica.